# هنری مایدو
هنری مایدو (انگلیسی: Henri Maïdou؛ زادهٔ ۱۴ فوریهٔ ۱۹۳۶) سیاستمدار اهل جمهوری آفریقای مرکزی است. وی از ۱۴ ژوئیه ۱۹۷۸ تا ۲۶ سپتامبر ۱۹۷۹ نخست‌وزیر این کشور بود. 